# Мировая серия 2013
Мировая серия 2013 года (англ. 2013 World Series) — решающая серия игр Главной лиги бейсбола в сезоне 2013 года, в которой встречались победитель Национальной лиги «Сент-Луис Кардиналс» и чемпион Американской лиги «Бостон Ред Сокс». Серия проходила в формате из семи игр до четырёх побед. Преимущество поля имел клуб из Бостона, так как в матче всех звёзд, проходившем 16 июля в «Сити-филде», победу одержала команда Американской лиги. Первая игра серии прошла 23 октября, а последняя, шестая игра, состоялась 30 октября 2013 года.
«Ред Сокс» выиграли первую игры на своей домашней площадке «Фенуэй-парк», а во второй игре серии победу одержали «Кардиналс». Третья игра проходила на «Буш-стэдиуме» и победу в ней одержали хозяева — «Сент-Луис Кардиналс». 27 октября «Ред Сокс» стали победителями четвёртой игры и сравняли счёт в серии — 2:2. Клуб из Бостона также одержал победу в следующей игре на «Буш-стэдиуме», после чего серия переехала обратно в Бостон, где «Ред Сокс» одержали четвёртую победу и стали чемпионами Мировой серии 2013 года.
Эта Мировая серия стала четвёртым противостоянием «Кардиналс» и «Ред Сокс» в финальном матче чемпионата МЛБ (команды уже встречались в Мировой серии в 1946, 1967 и 2004 годах). Одержав победу в шести играх, «Ред Сокс» впервые с 1918 года отпраздновали победу в Мировой серии на домашнем поле. Самым ценным игроком Мировой серии стал Дэвид Ортис.